# Monedele euro portugheze
Euro (simbol EUR sau €) este moneda comună pentru majoritatea țărilor europene, care fac parte din Uniunea Europeană. Moneda Euro are două fețe diferite, una comună (fața "europeană", arătând valoarea monedei) și una națională ce conține un desen ales de către statul membru UE în care este emisă moneda. Fiecare stat are unul sau mai multe desene proprii. 
Pentru imagini cu fața comună și descrieri detaliate ale monedelor, vezi Monede euro.
Monedele Euro portugheze au pe fața lor națională trei desene diferite pentru fiecare din cele trei serii de valori, dar foarte asemănătoare deoarece conțin vechile sigilii regale înconjurate de șapte castele și cinci steme, intercalate între literele denumirii țării (PORTUGAL) și cifrele anului emisiunii. Toate desenele sunt realizate de Vitor Manuel Fernandes dos Santos și includ cele 12 stele ale UE. 
| 0,01 €                  | 0,02 € | 0,05 €                                                                        |
| ----------------------- | ------ | ----------------------------------------------------------------------------- |
|                         |        |                                                                               |
| Sigiliul regal din 1134 |        |                                                                               |
| 0,10 €                  | 0,20 € | 0,50 €                                                                        |
|                         |        |                                                                               |
| Sigiliul regal din 1142 |        |                                                                               |
| 1,00 €                  | 2,00 € | Marginea monedei de 2 €                                                       |
|                         |        | Pe margine sunt gravate cinci steme și șapte castele, echidistant poziționate |
| Sigiliul regal din 1144 |        |                                                                               |